# Thunder Force
Thunder Force es una saga de videojuegos de naves Matamarcianos, (también llamados matamarcianos) de perspectiva horizontal y producida por Technosoft en su mayoría.

## Los juegos
- Thunder Force: el original, aparecido en 1983 para varios ordenadores japoneses, es el más desconocido. El sistema de juego era similar a las fases de vista aérea y movimiento en ocho direcciones del Thunder Force II, no teniendo aún fases de vista lateral. Tampoco podíamos aumentar nuestro armamento, pudiendo sólo disparar un disparo simple a los objetivos aéreos y bombas a los terrestres.

- Thunder Force II: en 1988 aparece la segunda entrega para el ordenador japonés Sharp X68000. Un año después aparece para la Sega Mega Drive con algunas diferencias: tiene dos niveles menos (uno aéreo y una lateral), no tiene la intro del original, algunas armas cambian así como los sprites disminuyen de tamaño pero algunos ganan en detalle. Por último, se pierden detalles en los escenarios y animaciones. El sistema de juego cambia combinando la clásica vista aérea con fases de vista lateral. La versión de Mega Drive fue lanzada en los tres territorios principales.

- Thunder Force III: en 1990 llega la tercera entrega, también para Mega Drive. Desaparecen las fases con vista aérea para convertirse en un juego de scroll horizontal. Sólo fue lanzado en Japón y en Estados Unidos, no llegando a Europa.

- Thunder Force IV (llamado Lightening Force: Quest for the Darkstar en Estados Unidos):  sale al mercado japonés en 1992 y en 1993 en Europa y Estados Unidos. La cuarta entrega es un cartucho de 8 megas para la Sega Mega Drive de Sega (los dos anteriores eran de 4 megas). Sus características principales incluyen gráficos más detallados y niveles más amplios, así como un considerable aumento en el nivel de dificultad. Fue relanzado en la consola Sega Saturn en 1996 y posteriormente un port para Nintendo Switch en 2018 llamado "Sega Ages: Thunder Force IV".

- Thunder Force V en 1997 llega la quinta entrega para la nueva generación de consolas de 32 bits. Ese año aparece en la Sega Saturn en dos versiones: la normal y la especial con un CD de remixes llamado Best of Thunder Force (también vendido por separado). Al año siguiente aparece en la PlayStation bajo el título de Thunder Force V: Perfect System con una nueva intro y ligeros cambios gráficos y sonoros. generalmente a peor, que se suplen introduciendo algunos extras. El juego sigue manteniendo la misma jugabilidad pero con gráficos en 3D en lugar de sprites 2D. Nuevamente, es exclusivo del territorio japonés.

- Thunder Force VI: aparecido solamente en Japón para PlayStation 2 el año 2008. Al contrario que los anteriores, no está programado por Technosoft, sino por la propia Sega. Presenta fases, enemigos, naves y armas adaptados de entregas anteriores, por lo que obtuvo críticas mixtas. Los gráficos vuelven a ser en 3D pero respetando la jugabilidad de casi toda la saga.

## Más versiones
- Thunder Force AC: es tal el éxito de la tercera entrega en Mega Drive que Technosoft decide convertirlo en recreativa con diversos cambios.
 Las diferencias son, principalmente, la imposibilidad de escoger por qué nivel empezar (el primero por defecto será Hydra), cambios en los sprites de ciertos enemigos y una ligera adaptación de las melodías. Además, elimina los planetas Ellis y Haydes para sustituirlos por unas ruinas espaciales y por un reciclaje de varios niveles horizontales del Thunder Force II. El enemigo final Giant Lobster del planeta Haydes es sustituido por un robot saltarín que disparaba misiles.

- Thunder Spirits: versión para Super Nintendo del Thunder Force AC, convertida por Seika en lugar de Technosoft. El cambio de nombre se debe a que Sega es propietaria de parte de los derechos del nombre Thunder Force. Este juego es indiscutiblemente inferior al de Sega Megadrive y el arcade en que se basa, al tener peor sonido, peor música, peor frame rate y ralentizaciones constantes, pese a lo cual, además elevaba la dificultad.

Nuevamente se introducen algunos cambios. El más significativo es que el nivel Cerberus, que se desarrollaba en un gigantesco crucero espacial, es sustituido por un crucero más pequeño seguido de una lluvia de asteroides y un pequeño enemigo final. Fue lanzado en Japón y Estados Unidos.
- Thunder Force Gold Pack 1: pack de dos juegos de la saga para Sega Saturn, contiene Thunder Force II MD y Thunder Force III.
 Los juegos tanto el II como el III son copias perfectas respecto a las de Mega Drive excepto en el sonido. La banda sonora de cada juego viene almacenada en pistas en el CD con el inconveniente de que se paraba la canción cuando acababa la pista de audio y repetía durante el transcurso de una fase. Exclusivo de Japón.

- Thunder Force Gold Pack 2: segundo pack para Sega Saturn, contiene los juegos Thunder Force AC y Thunder Force IV.
 En este compacto Technosoft decidió emular los chips de sonido del arcade y de la Mega Drive para ambos juegos, sonando algunos temas ligeramente diferentes en el Thunder Force IV, aunque prácticamente inapreciable en la mayoría. Exclusivo de Japón.